# Jules Antoine Van den Weghe
Jules Antoine Van den Weghe, né le 26 avril 1889 à Roubaix (Nord) et mort le 27 mai 1969 à Lens (Pas-de-Calais), est un footballeur français. Il a joué et présidé le Racing Club de Lens.

## Biographie
Fils de Jules Joseph Van den Weghe, premier président du Racing Club de Lens en 1906, Jules Antoine Van den Weghe joue dans ce même club dès sa création, en compagnie de son frère Hector, et jusqu'en 1912.
En 1933, il devient le septième président du RC Lens, mais réticent à la professionnalisation du club, il est remplacé un an plus tard par Louis Brossard.
Il décède à Lens le 27 mai 1969. 